# Торнадо в Муре
Торнадо EF5 в Муре случился 20 мая 2013 года в Оклахоме. Скорость ветра внутри воронки смерча достигала 320 км/ч, а диаметр был до 1,08 мили (1,7 км) . Мощная сила торнадо оставила за собой шлейф разрушений длиной 27 километров.
На данный момент, это был один последний торнадо, рейтингованный EF/F5, на Земле .

## Последствия
Скорость ветра достигала 322 км/ч; торнадо принёс сильные разрушения в Мур, Ньюкасл и южную часть Оклахома-Сити. В частности, им были уничтожены две школы, в которых в это время шли занятия, и больница. Данные о погибших в трёх городах разнятся: по неофициальным данным их больше 90, однако официально погибло 24 (путаница объясняется тем, что в хаосе многие погибшие были посчитаны несколько раз). Более 230 жителей получили ранения.
В разборе завалов приняли участие добровольцы и бойцы Национальной гвардии.
Торнадо была присвоена максимальная категория ущерба по улучшенной шкале Фудзиты — EF5. Предварительный ущерб от стихийного бедствия оценивается в 3 млрд долларов.

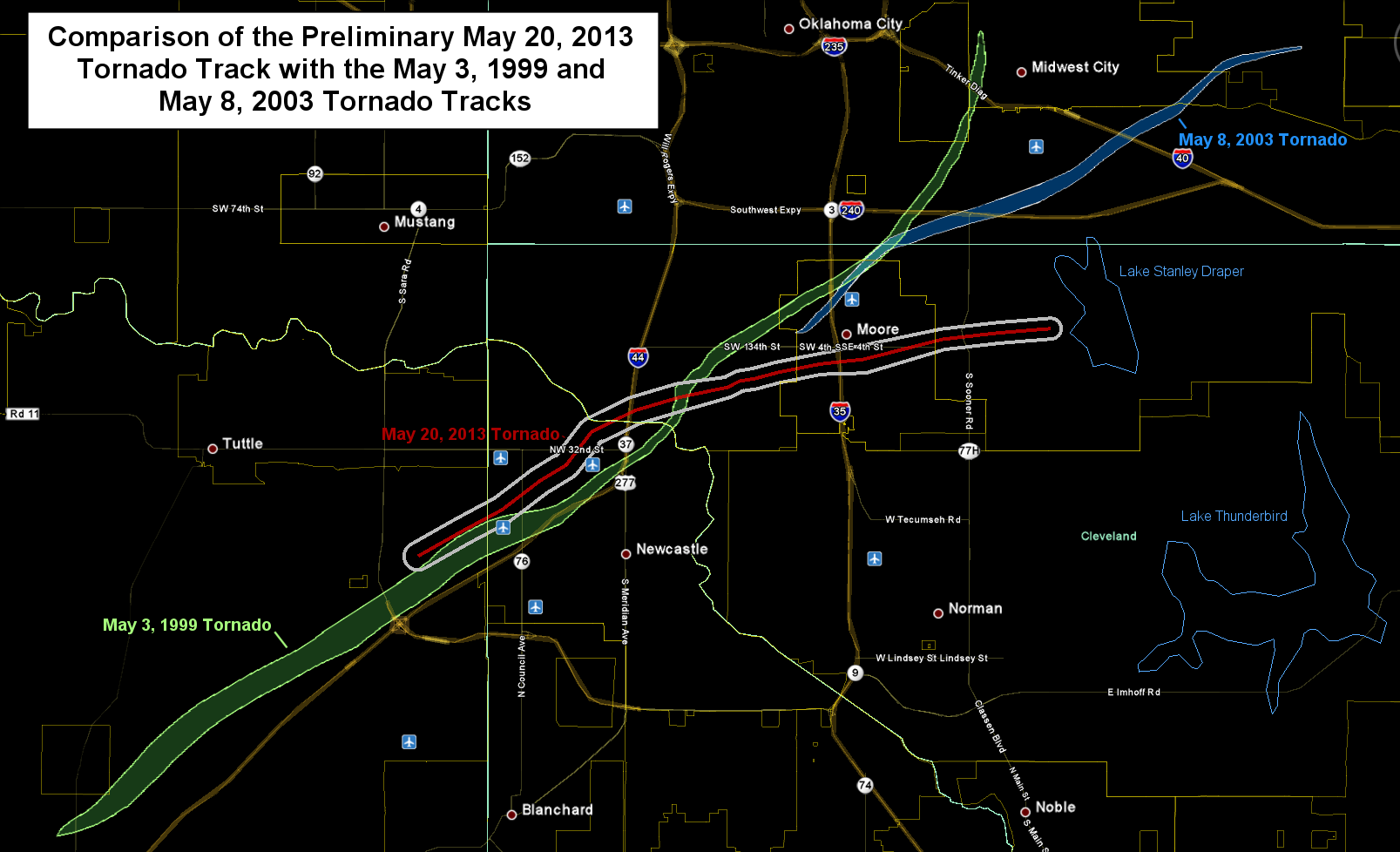
Пути торнадо 1999, 2003 и 2013 годов — все они проходят через Мур
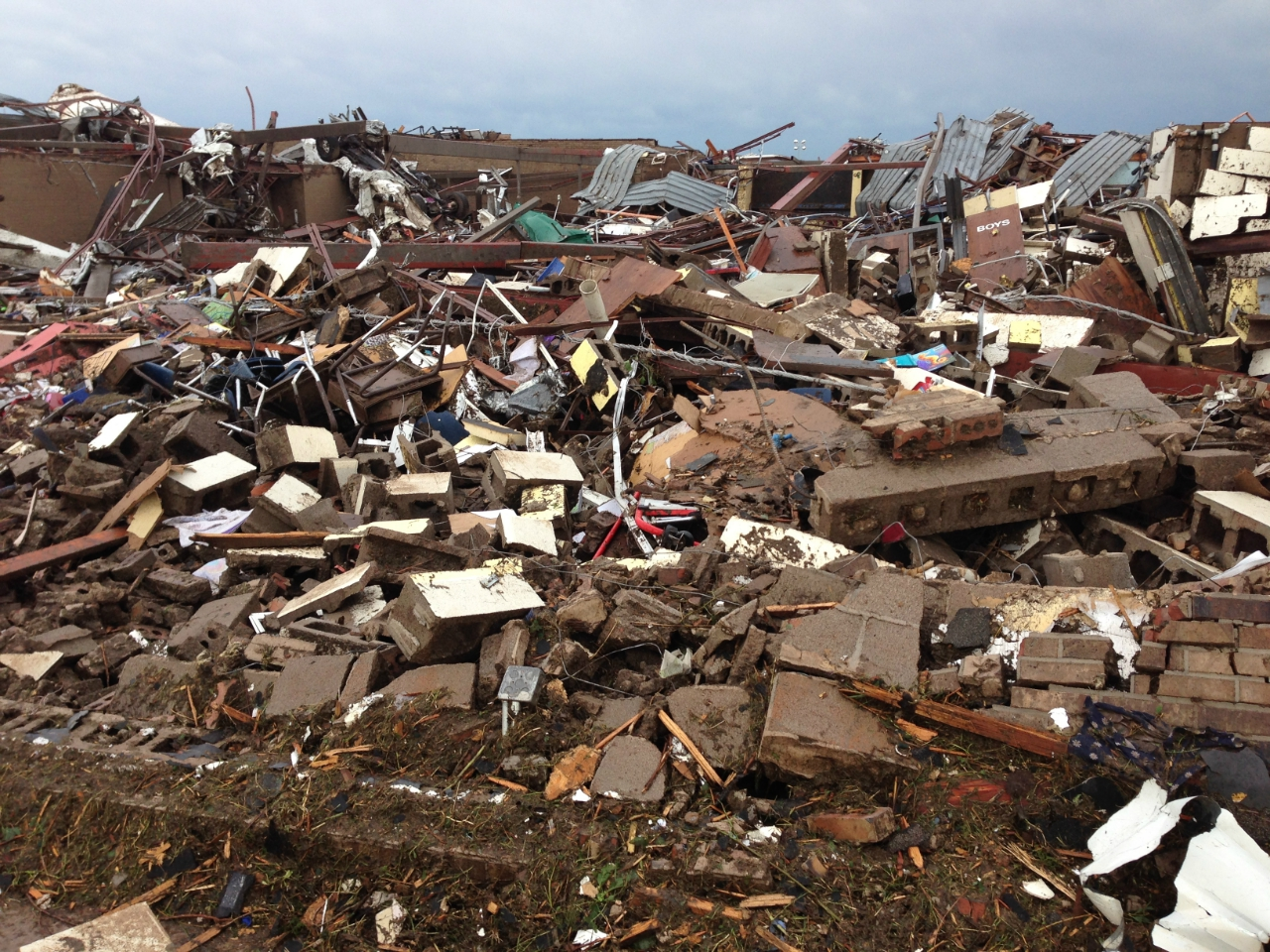
Торнадо 2013 года до основания разрушил начальную школу Briarwood Elementary School